# Praesidium
Praesidium (scritto anche presidium) è un termine latino (originariamente significava 'presidio') utilizzato in tedesco (Präsidium) e poi ripreso da altre lingue per indicare l'organo direttivo di diverse organizzazioni o l'ufficio di presidenza di un'assemblea.
In Germania è detto praesidum l'ufficio di presidenza del Bundestag e del Bundesrat. Il primo è costituito dal presidente del Bundestag e da un certo numero di vicepresidenti, uno per ciascuna Fraktion (gruppo parlamentare). Il secondo è costituito dal presidente del Bundesrat e da tre vicepresidenti. Anche nei Paesi Bassi è detto praesidum l'ufficio di presidenza delle camere del parlamento, costituito dal presidente e dai vicepresidenti.
È denominato praesidium anche l'organo collegiale che dirige le organizzazioni studentesche in Germania, Austria, Svizzera, Belgio, Paesi Bassi e Polonia.

## Stati comunisti
In Unione Sovietica, dal 1936 fino al 1991, e in altri paesi comunisti dell'Europa Orientale il praesidium del parlamento (Presidium del Soviet Supremo in Unione Sovietica) era l'organo collegiale, eletto dal parlamento tra i suoi membri, che svolgeva collegialmente le funzioni di capo dello Stato ed esercitava le funzioni del parlamento tra una sessione e l'altra, controllando gli organi eletti dallo stesso (governo, giudici ecc.) ed emanando decreti aventi forza di legge da sottoporre alla sua successiva ratifica. Un organo del genere è presente anche in altri stati comunisti, seppur con diversa denominazione, ad esempio "comitato permanente del parlamento" (come nella Repubblica Popolare Cinese) o consiglio di Stato (come a Cuba). Il presidente di questi organi ha, di fatto, un ruolo equivalente a quello del presidente della Repubblica; la carica è frequentemente ricoperta dal segretario generale del partito comunista.
In Unione Sovietica, dal 1952 al 1966, fu denominato Presidium del Comitato centrale del PCUS quello che in seguito venne denominato Politburo (ufficio politico). Anche in altri stati comunisti sono state utilizzate denominazioni analoghe.